# Davide Liani
Davide Liani (Camino al Tagliamento, 22 novembre 1921 – Venezia, 18 agosto 2005) è stato un compositore e musicista italiano.

## Biografia
Nasce a Camino al Tagliamento, piccolo paese friulano in provincia di Udine.
Inizia gli studi musicali nella scuola diocesana S.Cecilia di Udine e li continua per quattro anni a Roma. Si trasferisce quindi al conservatorio B.Marcello di Venezia dove, sotto la direzione di Gian Francesco Malipiero, si diploma in pianoforte, musica corale e composizione. Al termine degli studi veneziani la sua attività di musicista si sposta all'estero.
Rientra a Venezia nel 1970 per ricoprire l'incarico di docente di canto corale al Conservatorio Benedetto Marcello e di maestro sostituto al Teatro La Fenice. Nel 1973 Liani dà vita a Venezia ai Piccoli Cantori Veneziani per coprire una mancanza formativa musicale di base in città. Nell'anno successivo fonda la formazione dei Cantori Veneziani per dare compimento al suo progetto.
Tra gli anni ottanta e il 2000 dirige la "Corale Caminese" di Camino al Tagliamento (suo paese nativo) dove fonda anche una scuola di musica e organizza master di perfezionamento per musicisti. Dal 1981 al 1992 dirige vari conservatori d'Italia, tra cui il Conservatorio Alessandro Scarlatti di Palermo e lo stesso Conservatorio Benedetto Marcello di Venezia dal 1986 al 1992.
Molteplici sono i suoi interessi musicali e socioculturali. È attivo nel settore pedagogico musicale con corsi, composizioni didattiche e trascrizioni di opere in lingua straniera. In questo ambito, copre per quattro anni la carica elettiva di direttore ordinario della International Kodaly Society di Budapest. Si interessa di etnomusicologia organizzando e partecipando a vario titolo a rassegne di studio. Nel 1977 è relatore al convegno internazionale di etnomusicologia di Halifax presentando la pubblicazione Polifonia Friulana come risultato di un'indagine comparata fra la musica aquileiese e il canto popolare friulano.
Maestro di coro appassionato opera nei vari settori della pratica corale (oratoriale, lirica e spontanea) dirigendo concerti in Italia e all'estero. Numerose sono le sue composizioni e trascrizioni corali che vanno dalla cultura popolare a quella dotta.
Le sue composizioni più recenti si richiamano ad un'ispirazione arcaica e di contenuti biblici su testo latino per soli coro e orchestra, ove il coro è quasi sempre il protagonista ("Messa Hodie Christus Natus Est, "Oratorio Pasquale", "Le Sette Trombe Della Apocalisse", "Le Trombe Di Gerico", "I Sette Vizi Capitali")